# Fédération tunisienne de boxe
Pour les articles homonymes, voir FTB.
La Fédération tunisienne de boxe ou FTB est l'organisme qui a pour but de promouvoir la pratique de la boxe en Tunisie.

## Direction
Fethi Kaoueche est son président à partir du 11 septembre 2011,. Toutefois, le bureau fédéral connaît des dissensions et des conflits qui amènent à une assemblée générale extraordinaire. Celle-ci a lieu le 4 décembre 2014. Trois listes, présidées respectivement par Abdelhamid Chelfouh, Boubaker Amri et Mustapha Badri, entrent en compétition et c'est la première qui remporte les élections.
Les membres du nouveau bureau fédéral sont :
- Abdelhamid Chelfouh
- Ali Ben Ayed
- Faouzi Mediouni
- Saïda Ayachi
- Khemais Refaï
- Zouhair Akremi
- Samir Gzuizou
- Sonia Hached
- Hatem Mchala
- Mehrez Bibani
- Ayed Karchoud
- Amor Hamzaoui

Néanmoins ce bureau ne réussit pas à rehausser son sport et se voit accusé de mauvaise gestion et d'incapacité de préparer l'élite pour les prochains Jeux olympiques par le ministère de la Jeunesse et des Sports. Le comité alors désigné est constitué de huit membres dont six du bureau précédent : Kamel Deguiche (président), Mounir Ayari, Bibani, Ayachi, Hached, Mchala, Karchoud et Hamzaoui. L'assemblée générale élective a lieu le 7 janvier 2017 et voit s'affronter quatre listes : celles de Deguiche, de Badri, d'Ali Guiga et de Mohamed Bannour. Les deux dernières sont écartées et la liste de Deguiche l'emporte même si Badri continue de contester sa légitimité en attendant le verdict de la justice.